# Sommer-Paralympics 2016/Teilnehmer (Kambodscha)
| stlisierte Goldmedaille | stlisierte Silbermedaille | stlisierte Bronzemedaille |
| ----------------------- | ------------------------- | ------------------------- |
| —                       | —                         | —                         |

Kambodscha entsendete zu den Paralympischen Sommerspielen 2016 in Rio de Janeiro einen Athleten.

## Teilnehmer nach Sportart

### Leichtathletik
| Männer  |          |           |   |   |   |               |               |               |
| Vun Van | 100m T45 | 15,44 sek | 6 | - | - | ausgeschieden | ausgeschieden | ausgeschieden |